# Aleksandrovac (Žabari)
Aleksandrovac es una población rural de la municipalidad de Žabari, en el distrito de Braničevo, Serbia.

## Demografía
Hasta 2011 la población era de 1414 habitantes.